# 노동규
노동규(盧東奎, 1904년 8월 23일~?)은 일제강점기의 경제학자이다.

## 생애
교토 제국대학 경제학부를 졸업 이후 연희전문학교 상과에서 교수로 활동했다. 주로 농가 경제에 대해 연구했으며, 1937년에 백남운(白南雲), 이순탁(李順鐸) 등과 연희전문학교경제연구회사건에 연루되어 구속되었다.

## 저서
- 《조선농가경제실상조사 총해부》